# Воскресенский, Юрий Валерьевич
Ю́рий Вале́рьевич Воскресе́нский (бел. Юрый Валер'евіч Васкрасенскі; род. 24 февраля 1977, Минск) — белорусский политик и предприниматель. Член провластной Коммунистической партии Беларуси, депутат Минского горсовета (2010—2014). В 2019 году возглавляемая Воскресенским компания подозревалась в нелегальном экспорте продовольствия в Россию. На президентских выборах 2020 года собирал подписи в поддержку Виктора Бабарико в одном из районов Минска, после выборов задержан по обвинению в организации массовых беспорядков, заключён в СИЗО КГБ. После досрочного освобождения заявил, что Александр Лукашенко поручил ему разработать поправки в Конституцию. Учредил и руководил «Круглым столом демократических сил» (КСДС), который не пользовался широкой поддержкой из-за марионеточной роли организации, которая использовалась для манипуляции общественным мнением и имитации политического диалога режима Лукашенко с гражданами Беларуси.

## Биография
Родился 24 февраля 1977 года в Минске, учился в средней школе № 48.
В 1998 году окончил частный Институт парламентаризма и предпринимательства, в 2002 году — заочно экономический факультет Белорусского государственного университета. Диплом готовил в рамках Образовательной программы имени Лейна Киркланда, изучал опыт реформирования экономик стран Европы в Варшавском университете в 2002—2003 годах.
Прошёл обучение в аспирантуре кафедры политологии юридического факультета Белорусского государственного университета, но кандидатскую диссертацию так и не защитил.

### Комсомольская деятельность, появление в политике
В 1990-х годах участвовал в работе комсомола при Партии коммунистов белорусской, стал первым секретарём её молодёжной организации по Минску, затем — во всей Республики Беларусь. Также был членом ЦК ПКБ. Во время раскола ПКБ в 1996 году перешёл в Коммунистическую партию Беларуси, созданную сторонниками Александра Лукашенко, и агитировал других членов ПКБ перейти в новую партию. На съезде ПКБ лидер партии Сергей Калякин назвал Воскресенского «политическим проходимцем». Воскресенский подал в суд на Калякина и на официальный орган ПКБ — газету «Товарищ», но суд прекратил производство по делу.
В 2000 году на парламентских выборах участвовал в избирательной кампании Александра Федуты, занимаяясь сбором подписей. В 2001 году Воскресенский по приглашению Федуты участвовал в избирательной кампании Леонида Синицына
.
Участвовал в работе Коммунистической партии Беларуси, хотя в октябре 2020 года заявил, что «20 лет уже не состою ни в каких партиях». В 2008 году участвовал в парламентских выборах в Палату представителей Национального собрания по Коласовскому избирательному округу № 106 города Минска, представляя КПБ. По тому же округу выдвинулись в том числе Сергей Калякин и Николай Статкевич. Был зарегистрирован одним из трёх кандидатов вместе с Сергеем Калякиным и действующим депутатом Галиной Полянской.
В 2010 году был избран в Минский городской Совет депутатов. Был выдвинут как член КПБ от Машеровского избирательного округа № 47 (Советский район города Минска). В Мингорсовете был секретарём комиссий по потребительскому рынку и рекламе, а также по строительству, жилищному хозяйству, землепользованию и экологии. На президентских выборах 2010 года входил в одну из избирательных комиссий. Комментируя ход выборов независимым СМИ, заявил, что «на этих выборах такой разгул демократии, что можно делать все, что хочешь». Непосредственно перед выборами Воскресенский был приглашён на Всебелорусское народное собрание, после выборов — на инаугурацию Александра Лукашенко.
После истечения мандата депутата Минского горсовета Воскресенский вернулся в бизнес.

### 2020—2021 годы
В 2020 году участвовал в инициативной группе баллотировавшегося в президенты Виктора Бабарико, впоследствии не допущенного к выборам. Воскресенский занимался сбором подписей за выдвижение Бабарико в Первомайском районе города Минска и был координатором по микрорайону Уручье (по другой информации, по всему Первомайскому району). Роль Воскресенского в инициативной группе Бабарико неясна. После выборов в СМИ неоднократно сообщалось, будто Воскресенский являлся членом штаба Бабарико или его координатором, что было опровергнуто Виктором Бабарико через адвоката. Позднее, в октябре 2020 года, Воскресенский заявил, что собрал 40 тысяч подписей в поддержку регистрации Бабарико кандидатом в президенты. По данным сайта инициативной группы Виктора Бабарико, в Первомайском районе было собрано 14 660 подписей, но ни одна из них не была учтена: Центризбирком признал подписи за Бабарико, собранные в Первомайском районе Минска, недействительными в связи с обнаружением более 15 % недостоверных подписей.
12 августа 2020 года Воскресенский был арестован Комитетом государственной безопасности Республики Беларусь в своём доме, где был проведён обыск. Против него велось уголовное дело по статьям 293 и 310 УК РБ (Массовые беспорядки и умышленное блокирование транспортных коммуникаций). 14 августа 2020 года по государственному телевидению было показано интервью с Воскресенским, в котором он был подписан как «организатор протестных акций»; утверждалось, что он явился с повинной. При обыске у Воскресенского был изъят страйкбольный инвентарь, который демонстрировался по телевидению как боевое снаряжение (об этом несоответствии заявила его жена). После освобождения из СИЗО Воскресенский отказался комментировать обстоятельства своего задержания и дачи первого интервью, которое, по словам его жены, было сделано под давлением. В телеинтервью Воскресенский заявил, что незадолго до выборов встречался в Москве с политологами Дмитрием Болкунцом и Андреем Суздальцевым, которые вручили ему 30 тысяч российских рублей (ок. 400 долларов) «на демократию» и обсуждали с ним вопросы дестабилизации обстановки в республике. В интервью в октябре 2020 года Воскресенский заявил, что объединённый штаб оппозиции распространил «план Анны» для организации протестов в день выборов, который распространялся в закрытых чатах. В одном из интервью заявил, что ему была обещана должность заместителя председателя КГБ (после освобождения из СИЗО КГБ заявил, что это была шутка). По заявлению Воскресенского, он пришёл в КГБ в повинной, поскольку «я понял, что меня использовали в качестве пешки, втёмную, московские кукловоды».
Почти два месяца Воскресенский находился в минском СИЗО КГБ. Находясь за решёткой, он был единственным заключённым, который давал интервью государственным СМИ с критикой оппонентов Лукашенко. 10 октября 2020 года СИЗО КГБ посетил Александр Лукашенко, и на встрече с политзаключёнными присутствовал и Воскресенский. 11 октября Воскресенского выпустили из СИЗО под подписку о невыезде и надлежащем поведении. Впоследствии Воскресенский заявил, что КГБ разглядело в нём «огромный потенциал», а причиной своего освобождения из СИЗО стало то обстоятельство, что следователи поверили и пошли ему навстречу. Также он заявил, что в результате двухмесячного просмотра государственного телевидения в СИЗО он поверил в существование массовой поддержки Лукашенко в провинции («А мы не знали, думали, везде разруха, мы же Тихановского смотрели, „Страну для жизни“ и его хрюшек»).
После освобождения из СИЗО Воскресенский начал активно выступать на государственных и зарубежных телеканалах, а также в печатных и интернет-СМИ с политическими заявлениями, позиционируя себя медиатором между конструктивной оппозицией и властью. Он заявил, что Александр Лукашенко поручил ему подготовить поправки в Конституцию. Светлана Тихановская охарактеризовала действия Воскресенского как имитацию диалога. По мнению политолога Александра Класковского, «противники Лукашенко считают [Воскресенского] марионеткой властей, самозванцем». По словам политолога Валерия Карбалевича, «Воскресенский — это персонаж карикатурный. Никто его не воспринимает как представителя оппозиции». Карбалевич охарактеризовал действия властей по поддержке Воскресенского как попытку расколоть оппозицию и протестующих. После первых заявлений Воскресенского его бывший однопартиец, заместитель председателя ПКБ Валерий Ухналёв, заявил: «Этот человек предаст любого... Это нечестный человек сам по себе, никаких дел с ним иметь не нужно». Журналист Ян Авсеюшкин предположил, что власти назначили Воскресенского переговорщиком, и подчеркнул отсутствие интереса к его действиям со стороны представителей оппозиционных партий. Распространена точка зрения, будто Воскресенского «сломали» в СИЗО КГБ, из-за чего отдельные журналисты начали называть его «Рот КГБ».
В своих интервью СМИ после освобождения из СИЗО Воскресенский начал восхвалять Александра Лукашенко, называя его сильным лидером с уникальной политической интуицией, который умеет признавать свои ошибки и созрел для перемен, и заявил, что верит обещаниям Лукашенко и гордится его поручением. Кроме того, Воскресенский в СМИ обвинял Сергея Тихановского в хамстве, назвал аргументы других политзаключённых некомпетентными («были некомпетентны, они говорили абсолютную чушь»), но при этом заявил, что они будут участвовать в выработке новой Конституции. Резко высказывался в адрес Светланы Тихановской и Координационного совета оппозиции («Где твои мозги?», «Ну заткнитесь вы хотя бы временно», «Вы не имеете к этому никакого отношения, белорусской власти ваш шантаж до сиреневой звезды»).
Впоследствии Воскресенский начал организовывать круглый стол для выработки поправок в Конституцию (Круглый стол демократических сил — КСДС). 11 ноября Воскресенский заявлял, что Координационный совет оппозиции присоединился к выработке конституционных предложений, но пресс-служба Координационного совета опровергла это заявление. Светлана Тихановская впоследствии заявила, что она и её соратники не будут участвовать в работе структуры Воскресенского. Председатель Партии БНФ Григорий Костусёв один раз появился в телевизионной программе, где присутствовал и Воскресенский, но исключительно с требованиями освобождения всех политзаключённых, расследования фактов насилия со стороны силовиков, а также строгого соблюдения властями законов. Помимо Тихановской, от участия в круглом столе в категоричной форме отказались ещё два оппозиционных кандидата — Андрей Дмитриев и Сергей Черечень. Черечень сравнил круглый стол Воскресенского с имитацией диалога, а Дмитриев назвал КСДС мертворожденным проектом, призванным дискредитировать саму идею диалога. Дмитриев также заявил, что считает Воскресенского заложником, который стремится во что бы то ни стало избежать возвращения в СИЗО КГБ.
Характеризуя реакцию на поддержку Воскресенским Лукашенко, Григорий Иоффе из университета Редфорда предположил, что Воскресенский стал восприниматься большинством протестующих как предатель оппозиции.
3 марта 2021 года в эфире национального телеканала ОНТ заявил о создании новой политической партии «Демократический союз».

## Предпринимательская деятельность
В 2008 году работал заместителем директора ООО «Базовый продукт» (создана в 2004, банкротство в 2012). В 2010 году работал заместителем директора по экономическим вопросам ТЧПУП «Биарком», задекларировал годовой доход в размере 67,4 млн рублей (ок. 25 тыс. долларов). В 2020 году его характеризовали как «директора нескольких компаний, одна из которых является резидентом ПВТ», в том числе одной лизинговой компании.
В 2019 году бизнес Воскресенского оказался в центре международного разбирательства. По меньшей мере три компании, связанные с Воскресенским, занимались оптовой торговлей продовольственными товарами, и в апреле 2019 года к их деятельности возникли претензии со стороны Россельхознадзора. По мнению Россельхознадзора, около 30 белорусских компаний занимались нелегальным экспортом продовольствия в Россию под видом поставок в Казахстан и Кыргызстан, и российское ведомство попросило ФСБ пресечь эту практику. Воскресенский выступил в СМИ, заявив о клевете против его бизнеса, и заверил, что продукция предприятий, запрещённая к поставке в Российскую Федерацию, направлялась не в Россию, а в Казахстан (транзитом через Россию). Помимо ООО «Танкверт», в которой Воскресенский являлся директором, а его мать — учредителем, Россельхознадзор предъявил претензии к двум другим компаниям, связанным с Воскресенским; по тому же адресу была зарегистрирована по меньшей мере ещё одна компания того же профиля. Вскоре после претензий со стороны Россельхознадзора ООО «Танкверт» было переименовано в ООО «Милкстар», а уже 16 мая 2019 года ликвидировано после 9 месяцев деятельности.

## Личная жизнь
Жена — Алеся Александровна Воскресенская, кандидат педагогических наук, в 2016 году защитила диссертацию на тему: «Технология контроля и оценки результатов обучения иностранному языку на основе компетентностного подхода (неязыковое учреждение высшего образования)», заведующий кафедрой английского языка гуманитарных факультетов в БГУ. В 2022 году у них с Юрием было 20 лет брака и 25 лет совместных отношений. Алеся имеет польские корни, у неё и их детей есть карты поляка, у Юрия карты поляка нет.
Сын Артур. Дочь Арина.
По сообщению жены Юрий страдает рядом хронических заболеваний, у него проблемы с давлением. Он говорил, что ему нужны лекарства, без которых он не может существовать.